# 莫勒针壳炱
莫勒针壳炱（学名：Irenopsis molleriana）是属于小煤炱目小煤炱科针壳炱属的一种真菌，寄生在锦葵科植物上。该种分布于中国、巴拿马、巴拉圭、扎伊尔、乌干达、牙买加、印度、加纳、多米尼加、委内瑞拉、波多黎各、哥斯达黎加、塞拉利昂等地。